# Teresa Mattei
Teresita Mattei, detta Teresa (Genova, 1º febbraio 1921 – Usigliano, 12 marzo 2013), è stata una partigiana, politica e pedagogista italiana.
Combattente nella formazione garibaldina Fronte della Gioventù (con la qualifica di comandante di compagnia), prese parte all'organizzazione dell'uccisione del filosofo Giovanni Gentile, di cui era stata allieva. Fu anche la più giovane eletta all'Assemblea Costituente, dove assunse l'incarico di segretaria dell'ufficio di presidenza.
Dirigente nazionale dell'Unione Donne Italiane, fu insieme a Teresa Noce e a Rita Montagnana l'inventrice dell'uso della mimosa per l'otto marzo: Luigi Longo le chiese se sarebbe stato opportuno scegliere le violette, come in Francia, per celebrare quel giorno; Teresa Mattei gli suggerì la mimosa, un fiore più povero e diffuso nelle campagne italiane.

## Biografia

### Antifascismo
Teresita Mattei, chiamata semplicemente Teresa, nasce a Genova nel 1921 e trascorre l'infanzia tra Varese e Milano. La madre è Clara Friedmann, figlia del defunto Sigismondo Friedmann, ebreo lituano convertito e glottologo germanista, e della svizzera Teresita Coduri, dalla quale prende il nome. Il padre Ugo invece è un avvocato antifascista torinese amico di Carlo e Nello Rosselli e attivo nei loro gruppi di Giustizia e Libertà; divenuto imprenditore nell'ambito telefonico ma costantemente ostacolato dai fascisti, a ottobre 1933 si trasferisce con la famiglia a Bagno a Ripoli, si reinventa come operaio marmista e diventa un importante dirigente toscano del Partito d'Azione, che sarà formalmente fondato nel 1942. Teresa Mattei prende attivamente parte al lavoro di Giustizia e Libertà: per esempio, è inviata a Nizza a consegnare a Carlo Rosselli 600.000 lire, che dovranno servire per l'organizzazione della sezione italiana che andrà a combattere nella guerra di Spagna, e a Mantova da Primo Mazzolari.
Nel 1938, in seconda liceo, viene espulsa dal Liceo classico Michelangiolo di Firenze e da tutte le scuole del Regno perché contesta le leggi razziali fasciste. Prende la maturità, sempre al Michelangiolo, come privatista (per consiglio di Piero Calamandrei) lo stesso anno, e s'iscrive a Lettere e Filosofia. Il 10 giugno 1940, in occasione della dichiarazione di guerra, organizza la prima manifestazione in Italia contro il conflitto, in Piazza San Marco a Firenze. 
Alla fondazione del Partito d'Azione (1942), col fratello Gianfranco, docente ordinario di chimica al Politecnico di Milano, preferisce entrare nel Partito Comunista Italiano, che, con i GAP, le sembra più affidabile, dal punto di vista organizzativo, del Partito d'Azione. Gianfranco Mattei sarà uno dei principali esponenti, come responsabile della produzione di esplosivi, dei GAP di Roma (Raistoria, intervista trasmessa il 25 aprile 2019). Si laurea in Filosofia presso l'Università degli Studi di Firenze nel 1944. Nel febbraio di quell'anno, il fratello, dopo la cattura per una delazione, si toglie la vita nella cella della prigione di via Tasso a Roma, impiccandosi con la cintura dei pantaloni, per non cedere alle torture inflittegli e non rischiare, quindi, di rivelare i nomi dei compagni.

### La Resistenza
Teresa Mattei partecipa attivamente alla lotta di Liberazione con il nome di battaglia di Chicchi, soprattutto nelle cellule comuniste che operano nella città di Firenze. Inizialmente Mattei è attiva come staffetta, poi fonda i Gruppi di difesa della donna di Firenze, e finisce la guerra di Liberazione con il grado di Comandante di Compagnia. A Perugia è catturata dai tedeschi, seviziata e violentata, ma salvata dalla fucilazione per opera di un gerarca fascista che sostiene: «Una così brava ragazza non può essere una partigiana». A lei e al suo gruppo combattente s'ispirò Roberto Rossellini per l'episodio di Firenze del film Paisà.
Durante gli anni della Resistenza conosce Bruno Sanguinetti, d'origine ebraica, figlio del proprietario dell'industria alimentare Arrigoni e comandante del Fronte della gioventù (giovani del Partito Comunista clandestino). Secondo Mattei sarà Sanguinetti a pianificare l'uccisione di Giovanni Gentile, considerato il filosofo che aveva dato un volto presentabile al regime fascista: Sanguinetti avrebbe preso la decisione per vendicare la morte del fratello di Teresa e per punire colui che riteneva il corresponsabile morale delle fucilazioni dei renitenti al reclutamento per la Repubblica Sociale Italiana, di cui il Gentile era stato cantore e "cattivo maestro". Queste dichiarazioni hanno suscitato polemiche e smentite.
(Teresa Mattei)

### L'Assemblea Costituente e il periodo repubblicano
È compito della Repubblica rimuovere gli ostacoli di ordine economico e sociale, che, limitando di fatto la libertà e l'eguaglianza dei cittadini, impediscono il pieno sviluppo della persona umana e l'effettiva partecipazione di tutti i lavoratori all'organizzazione politica, economica e sociale del Paese.»
(Articolo 3 della Costituzione della Repubblica Italiana)

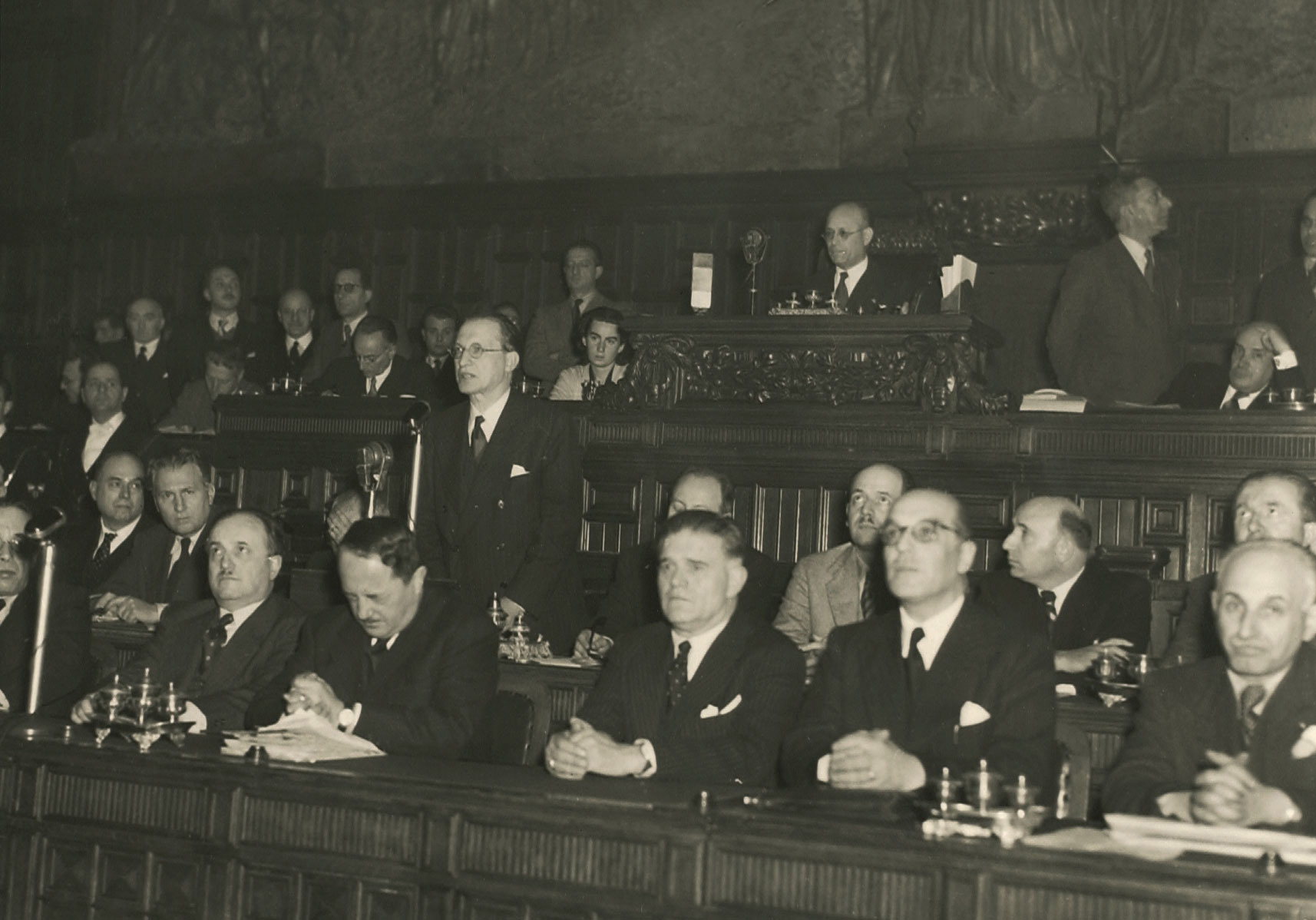
Approvazione della Costituzione Italiana. In primo piano Alcide De Gasperi; sullo sfondo Teresa Mattei.

Nel 1946 Mattei è eletta nelle liste del PCI alla Costituente, nel XV collegio, quello di Firenze e Pistoia. A soli venticinqu'anni d'età, è la più giovane tra tutti i costituenti. L'articolo 3 della Costituzione, sul tema fondamentale dell'uguaglianza, porta anche la sua firma: Mattei riesce infatti a far introdurre nell'articolo, al secondo comma, l'espressione "di fatto": "È compito della Repubblica rimuovere gli ostacoli di ordine economico e sociale, che, limitando di fatto la libertà e l'eguaglianza dei cittadini...". Sul tema della presenza femminile nella vita politica e istituzionale della nuova repubblica, così si esprime, durante la seduta dell'Assemblea Costituente del 18 marzo 1947: «Se la Repubblica vuole che più agevolmente e prestamente queste donne collaborino [...] alla costituzione di una società nuova e più giusta, è suo compito far sì che tutti gli ostacoli siano rimossi dal loro cammino, e che esse trovino al massimo facilitata ed aperta almeno la via solenne del diritto».
Nel 1947 fonda, insieme alla democristiana Maria Federici, l'Ente per la Tutela morale del Fanciullo. Ancora alla Costituente diventa la prima rappresentante delle ragazze madri, essendo in attesa di un figlio da Sanguinetti col quale non è sposata per impedimenti legali derivanti dal precedente matrimonio di lui. I due riescono a sposarsi solo mesi dopo a Budapest e nasce il loro primo figlio, Gianfranco Sanguinetti.
Nel 1950 nasce la seconda figlia, Antonella, e muore improvvisamente il marito. Mattei vive a Milano e si occupa della Casa della Cultura con Rossana Rossanda. Nel 1955 torna a Firenze con il suo secondo marito Iacopo Muzio, dirigente del PCI, e nasce il loro figlio Gabriele. Lo stesso anno rifiuta la candidatura alle elezioni per la Camera dei deputati. La Mattei è espulsa dal PCI per il dissenso maturato nei confronti della politica stalinista e della linea di Palmiro Togliatti.

### L'impegno per i diritti dei bambini

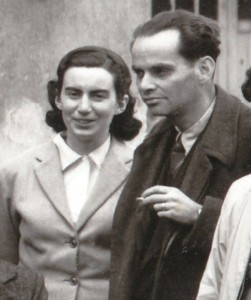
Teresa Mattei in compagnia di Bruno Sanguinetti.

Teresa Mattei nel 1958 torna a Milano, dove nasce il suo ultimo figlio, Rocco, e prosegue la sua lotta in favore dei diritti delle donne e dei minori. Dissentendo dal modo d'agire dei partiti politici italiani, s'impegna nel lavoro della comunicazione da aprire a tutti quelli che non hanno diritto di parola, proprio a cominciare dai bambini. Negli anni sessanta fonda a Milano un centro di studi per la progettazione di nuovi servizi e prodotti per l'infanzia.
Sempre negli anni sessanta, comincia a occuparsi di ricerca cinematografica, insieme a Marcello Piccardo e Bruno Munari. Dall'unione della sua grande passione per il cinema e della sua lotta per i diritti dell'infanzia, nasce la Cooperativa di Monte Olimpino, di cui la Mattei diviene presidente nel 1966. La cooperativa promuove il cinema fatto dai bambini come nuova forma di comunicazione e di espressione della loro creatività. Vengono prodotti molti film realizzati interamente dai bambini come attività didattica. Nel 1968 i film dei bambini sono presentati alla Mostra internazionale del Cinema di Venezia.
La Mattei torna poi a vivere in Toscana, a Pisa, ed è a fianco dei figli Gabriele e Rocco in tutte le lotte politiche e sociali di quegli anni. Nel 1983 si suicida la figlia Antonella. Nel 1986 fonda a Ponsacco (Pisa) la Lega per il diritto dei bambini alla comunicazione, con la parola d'ordine “Chiedo ascolto”. Promuove grandi campagne in favore dei bambini, contro l'eccessivo uso della televisione e per fondare una cultura di pace che prenda le mosse proprio dai più piccoli. La “treccia della pace”, inventata da loro, vuole unire i bambini di tutto il mondo in un attivo lavoro per affermare una nuova cultura di pace.
Nel 1992, a seguito del terribile assedio di Sarajevo, la Lega per il diritto dei bambini alla comunicazione, durante i funerali di padre Ernesto Balducci a Santa Fiora, lancia la grande campagna internazionale per l'attribuzione del premio Nobel per la pace ai bambini di Sarajevo: in Italia raccoglie più di 100.000 firme di minori, trasmesse al comitato di Oslo.
Nel 1994, in occasione del centenario dell'invenzione della radio, lancia, col suo figlio e collaboratore Rocco Muzio, il progetto "Radio Bambina". Sotto la direzione di Rocco Muzio, sarà prodotto e messo in onda, su emittenti locali, un palinsesto realizzato con i bambini e ragazzi delle province di Pisa e Firenze fino all'anno 2000.
Nel 1996 lancia la raccolta di firme “L'obbedienza non è più una virtù”, con una cartolina-petizione al presidente Scalfaro, per chiedere un nuovo processo al criminale nazista Erich Priebke, responsabile della strage delle Fosse Ardeatine ma anche della morte di decine di patrioti appartenenti alla Resistenza nel carcere di via Tasso a Roma. La Mattei stessa, in quanto sorella di Gianfranco Mattei, sarà testimone nel processo, che si concluderà con la condanna all'ergastolo del Priebke. 
Dal 1991 è tra i promotori, insieme a Francesco Bagatti, pensatore e poeta delle Quattrostrade di Perignano, della marcia della pace delle Colline di Lari, che si snoda da Collesalvetti a Lari, concludendosi con un incontro pubblico al quale negli anni partecipano importanti uomini e donne della pace (da Danilo Dolci a madre Teresa di Calcutta).
Nel 2001 è a Genova contro il G8 con i suoi figli, partecipa attivamente a tutti i dibattiti ed è inorridita dalle violazioni della Costituzione di cui sono protagonisti il governo italiano e i suoi rappresentanti. Negli anni successivi è a fianco delle vittime di quelle giornate, per ristabilire i diritti e la giustizia.
Teresa Mattei continua la lunga battaglia di tutta la sua vita in difesa della Costituzione, contro i nuovi tentativi di modificarla e renderla inefficace.
Nel 2004, insieme al figlio Rocco, partecipa con i ragazzi delle scuole della provincia di Pisa al pellegrinaggio dell'ANED ai campi di sterminio in Germania, e pronuncia un discorso a più di 200.000 ragazzi di tutta Europa a Mauthausen.
La battaglia per il referendum contro le modifiche alla Costituzione la vede protagonista, con il presidente Oscar Luigi Scalfaro, e insieme al figlio Rocco, di centinaia d'incontri e dibattiti in tutta Italia, che porteranno alla vittoria nel referendum del 2006.
Appunto nel 2006, durante la battaglia per il referendum costituzionale, pronuncia queste parole davanti agli studenti del suo antico liceo "Michelangelo" di Firenze: "Nell'articolo 1 della Costituzione si dice: "la sovranità appartiene al popolo", ed è questa la cosa più importante che noi dobbiamo difendere. La sovranità è nelle mani nostre, nelle mani del popolo e paritariamente in quelle di ogni cittadino; con questo la Repubblica ci ha fatto diventare cittadini e non sudditi. Il più grande monumento, il maggiore, il più straordinario che si è costruito in Italia, alla libertà, alla giustizia, alla Resistenza, all'antifascismo, al pacifismo è la nostra Costituzione."
Negli ultimi anni, pur minata nella forza fisica, è sempre eccezionalmente lucida e curiosa della situazione italiana. Ancora nel 2011 propone un importante appello alla Resistenza il 25 aprile, dando l'appuntamento agli antifascisti in piazza Santo Spirito a Firenze.
La trasmissione della memoria alle nuove generazioni è la battaglia che ha segnato buona parte della sua esistenza: una memoria attiva, che guarda al futuro. Un importante saluto è rivolto ai giovani dell'ARCI di Mesagne (Brindisi): “Siete la nostra speranza, il nostro futuro. Custodite gelosamente la Costituzione. Abbiamo bisogno di voi in modo incredibile. Cercate di fare voi quello che noi non siamo riusciti a fare: un'Italia veramente fondata sulla giustizia e sulla libertà”.
È morta nel 2013 a Usigliano, all'età di 92 anni; all'epoca del decesso era l'ultima donna vivente fra i membri dell'Assemblea Costituente.

## Intitolazioni
- Nell'ottobre 2017 la sua città natale le ha dedicato una piazzetta nel centro storico[24]
- Il residence universitario Val di Rose dell'Università di Firenze[25] è intitolato a Gianfranco e Teresa Mattei[26]
- L'Istituto Comprensivo di Bagno a Ripoli è intitolato a lei.
- La città di Cesena le ha intitolato una rotonda.[27]
- Nel 2024 il comune di Mompantero le ha intitolato una piazza.
- Il Comune di Genova  ha intitolato a suo nome una piazza[28]
- Il Comune di Torino le ha intitolato una strada[29]